# IV Serie 1952-1953
La Quarta Serie 1952-1953 fu la prima edizione di questa categoria calcistica italiana, e il quinto campionato interregionale disputato nel Belpaese.

## Istituzione
In conseguenza del Lodo Barassi, la riforma dei campionati voluta dalla FIGC, nell'estate del 1952 fu istituita la Lega Nazionale IV Serie che superò le tre vecchie leghe interregionali di Promozione. Al nuovo campionato ebbero accesso 70 società della vecchia quarta serie, e 58 club retrocessi dalla Serie C a sua volta riformata.
Il regolamento prevedeva otto gironi da sedici squadre ciascuno, ognuno dei quali metteva in palio un posto per le finali nazionali che davano accesso alla Serie C, mentre le ultime quattro posizioni comportavano la retrocessione in Promozione Regionale. Un'ulteriore novità introdotta dalla riforma fu il titolo nazionale abbinato al primato assoluto nella manifestazione.

## Partecipanti

### Girone A
- Aosta
- Biellese
- Borgosesia
- Cossatese
- Gallaratese
- Magenta
- Mariano
- Meda
- Omegna
- Parabiago
- Pro Lissone
- Saronno
- Seregno
- Varese
- Verbania Sportiva
- Villasanta

### Girone B
- Bolzano
- Carpi
- Crema
- Cremonese
- Ferrovieri Bologna
- Fidenza
- Lecco
- Luciano Manara
- Marzoli Palazzolo
- Marzotto Manerbio
- Merate
- Olimpia Caravaggio
- Ponte San Pietro
- Rovereto
- Trento
- Vimercatese

### Girone C
- Belluno
- Cerea
- CRDA Monfalcone
- Dolo
- Legnago
- Libertas Trieste
- Mestre
- Ponziana
- Pordenone
- Portogruaro
- Pro Gorizia
- Sandonà 1922
- SAICI Torviscosa
- Schio
- Thiene
- AC Trieste

### Girone D
- Abbiategrasso[1]
- Carrarese
- Casale
- Cuneo
- Fossanese
- Massese
- Novese
- Pro Vercelli
- Rapallo
- Rivarolese
- Savona
- Sestrese
- Sestri Levante
- Spezia
- Valenzana
- Vogherese

Il girone finale fra le quattro capoliste vide tre squadre a pari merito, rendendo quindi necessario secondo le norme allora vigenti un altro turno supplementare fra queste, al termine del quale prevalsero Carrarese e Lecco. I toscani, giunti primi, oltre alla promozione in C si guadagnarono la finale per il titolo di categoria.

### Girone E
- Anconitana
- Ascoli
- Baracca Lugo
- Castelfidardo
- Città di Castello
- Fabriano
- Faenza
- Fermana
- Forlì
- Jesi
- L'Aquila
- Minatori Perticara
- Maceratese
- Perugia
- Ravenna
- Vigor Senigallia

### Girone F
- Arezzo
- Carbosarda
- Chinotto Neri
- Civitavecchia
- Colligiana
- Grosseto
- Lanciotto
- Monteponi Iglesias
- Montevecchio
- Pontedera
- Prato
- Romulea
- Siena
- Le Signe
- Rosignano Solvay
- Torres

### Girone G
- Avellino
- Bari
- Benevento
- BPD Colleferro
- Brindisi
- Campobasso
- Casertana
- Chieti
- Foggia
- Frosinone
- Latina
- Manduria
- Ostuni
- Pescara
- Terracina
- Trani

### Girone H
- Acireale
- Catanzaro
- Cavese
- Cosenza
- Crotone
- Enna
- Igea Virtus
- Marsala
- Nissena
- Nocerina
- Palmese
- Potenza
- Puteolana
- Reggina
- Turris
- Trapani

Il primo nel girone finale delle quattro capoliste meridionali fu il Catanzaro, seguito da Avellino e Carbosarda a condividere il secondo posto; lo spareggio a turno secco di Roma fra le due concorrenti, premiò i minerari.

## Finale scudetto
|           | Risultati |           | Luogo e data              |  |
| --------- | --------- | --------- | ------------------------- |  |
| Carrarese | 2 - 2     | Catanzaro | Carrara, 12 luglio 1953   |  |
| Catanzaro | 2 - 1     | Carrarese | Catanzaro, 19 luglio 1953 |  |
|           |           |           |                           |  |